# Nakodou
Nakodou est une localité située dans le département de Piéla de la province de la Gnagna dans la région Est au Burkina Faso.

## Géographie
Nakodou est située à 8 km au Sud-Est de Piéla sur la route nationale 18.

## Santé et éducation
Le centre de soins le plus proche de Nakodou est le centre de santé et de promotion sociale (CSPS) de Piéla.